# 15 décembre 1960
Le jeudi 15 décembre 1960 est le 350e jour de l'année 1960.

## Naissances
- Didier Quain, footballeur belge
- François Labourie, mathématicien français
- Inge Lynn Collins Bongo, personnalité gabonaise
- Irma Boom, designer graphique néerlandaise
- Kin Endate, astronome japonais
- Neil Holding, joueur de rugby XIII
- Philippe Dupuy, auteur de bande dessinée français
- Thabo Makgoba, archevêque anglican du Cap en Afrique du Sud
- Walter Werzowa, compositeur de musique de films

## Décès
- Fernand Carion (né le 29 août 1908), compositeur belge
- Seyoum Mengesha (né le 21 juin 1887), noble et militaire éthiopien
- Thomas Dunderdale (né le 6 mai 1887), joueur professionnel de hockey sur glace australien
- Véra Clouzot (née le 30 décembre 1913), actrice française

## Événements
- Le roi des Belges Baudouin Ier épouse Fabiola de Mora y Aragón.
- Le roi du Népal Mahendra Bir Bikram Shah Deva dépose le gouvernement et prend lui-même le pouvoir.
- Échec du 6e essai pour mettre en orbite lunaire un satellite scientifique. L'explosion de la fusée met un terme à ce programme qui a coûté 40 million de US dollars.
- Le USS George Washington (SSBN-598), est le premier sous-marin américain armé de missiles thermonucléaires.
- Sortie du film Exodus